# Parti démocratique du peuple (Turquie)
Pour les articles homonymes, voir Parti démocratique du peuple.
Ne doit pas être confondu avec Parti démocratique des peuples, Parti de la démocratie du peuple, Parti républicain du peuple (Turquie) ou DEAP.
Le Parti démocratique du peuple, abrégé DEHAP (en turc : Demokratik Halk Partisi) est un parti politique turc, considéré comme pro-kurde.

## Histoire
Le parti est fondé le 24 octobre 1997, en marge du HADEP, le Parti de la démocratie du peuple. Son secrétaire général est Tuncer Bakirhan.
Le principal parti considéré comme pro-kurde est alors le HADEP. Or, face aux menaces d'une dissolution imminente par la Cour constitutionnelle en raison de ses supposés liens avec le Parti des travailleurs du Kurdistan, la direction du HADEP décide, en prévision des élections nationales du 3 novembre 2002, de se présenter sous la bannière du DEHAP. Parallèlement, elle appelle aussi à constituer une alliance électorale. Deux petits partis la rejoignent : le Parti du travail (EMEP) et le Parti socialiste de la démocratie (SDP). Le DEHAP, avec ses deux alliés, obtient alors 6,22% des voix. Ce résultat constitue une augmentation de 1,49% par rapport aux résultats du HADEP lors du scrutin de 1998. Cependant, le barrage des 10%, nécessaire pour entrer à l'Assemblée nationale turque, est loin d'être atteint. En revanche, ses votes dépassent les 40% dans la plupart des provinces du Kurdistan de Turquie.
Lorsque, le 13 mars 2003, la Cour constitutionnelle interdit effectivement le HADEP, le DEHAP prend officiellement sa succession dans l'espace politique turc.
Le 17 aout 2005, le DEHAP annonce sa fusion avec le DTH, le Mouvement de la Société démocratique, fondé précédemment par Leyla Zana. La fusion donne naissance au Parti de la société démocratique (Demokratik Toplum Partisi ou DTP).

## Résultats électoraux
| Année | Voix      | %    | Rang | Sièges  |
| ----- | --------- | ---- | ---- | ------- |
| 2002  | 1 960 660 | 6,22 | 6e   | 0 / 550 |